# Districte de Bhagalpur
El districte de Bhagalpur és una divisió administrativa de l'estat de Bihar, a la divisió de Bhagalpur. La capital és Bhagalpur. El riu Ganges creua el districte i rep nombrosos afluents pel nord procedents del Himalaia (Kosi, Tiljuga, Bati, Dimra, Talaba, Parwan, Kosi, Dhusan, Chalauni, Loran Katna, Daus, i Ghugri) i rius menors pel sud (el principal el Chandan). La superfície és de 2.570 km² i la població d'1.909.967 habitants. Està administrat en tres subdivisions:
- Subdivisió de Bhagalpur
- Subdivisió de Kahalgaon
- Subdivisió de Naugachhia

I en 16 blocks de desenvolupament: Pirpainti, Kahalgoan, Sanhaula, Sabour, Nathnagar, Jagdishpur, Sultanganj, Sahkund, Bihpur, Navgachia, Gopalpur, Kharik, Narayanpur, Gauradih, Ismailpur, Rangrachowk

## Història
Bhagalpur és esmentada com Akharnama a l'Ain-i-Akbari, on s'assenyala que era la capital del mahdi o pargana de Bhagalpur. Akbar havia passat per aquesta zona durant la seva invasió de Bengala el 1573 i 1575. El virrei Man Singh la va fer lloc de concentració de tots els contingents llevats a Bihar el 1591 per ser enviats a Burdwan en la invasió d'Orissa. Després fou seu d'un fawjdar o governador militar imperial.
El 1765 l'administració de Bengala va passar a la Companyia Britànica de les Índies Orientals; llavors aquesta regió formava la part oriental del sarkar de Monghyr i estava totalment al sud del Ganges excepte una pargana (Chhai); el territori al sud i oest estava fora de control regular, en mans de tribus indígenes. Fins al 1769 la recaptació va continuar en mans d'oficials natius però al final d'aquest any es va nomenar un supervisor anglès amb seu a Rajmahal i els britànics van formar el districte i van assolir la recaptació el 1772; el 1774 van encarregar la fixació dels límits a un oficial expert. Les fams de 1770, 1775, i 1779 van assolar el districte aquestos anys. L'administració criminal seguia en mans de natius però els atacs tribals eren cada vegada més nombrosos i el desembre de 1777 i gener de 1778 fins a 44 pobles foren saquejats i cremats; el cap del districte Augustus Cleveland, amb la cooperació del capità James Brown comandant de Rajmahal, va iniciar una política per pacificar la zona, per la qual els caps tribals van rebre una pensió. A partir de 1780 la pau s'havia establert en general i encara que van seguir alguns atacs aïllats, foren de menor importància, i cada vegada més espaiats fins a acabar-se. Una darrera fam greu en el segle xviii es va fer sentir el 1783.
Els britànics li van afegir el 1864, territoris al nord del Ganges (uns 1800 km²) i encara una àrea més gran el 1874, al mateix temps que separaven la pargana de Kharagpur que fou unida al districte de Monghyr. Fams importants es van patir el 1866, 1874 i 1897.
La superfície era (1901) de 10.945 km² i la població: 
- 1.826.038 el 1872
- 1.967.635 el 1881
- 2.032.696 el 1891
- 2.088.953 el 1901.

Estava format per quatre subdivisions:
- Bhagalpur (anomenada també Sadr, amb 2424 km² i 585.244 habitants el 1901 (552.279 el 1891)
- Banka (3069 km²)
- Madhipura (2258 km²)
- Supaul (3302 km²)

Les principals ciutats de la subdivisió de Bhagalpur eren la capital Bhagalpur (75.760 habitants) i Colgong (5.738); hi havia altres 830 pobles.
El 1897 la capital va patir un terratrèmol; inundacions greus foren les de setembre de 1899 i les del 1906, però n'hi ha hagut altres.

## Llocs interessants
- Mandargiri
- Roques esculpides de Jahangira i Patharghata
- Temple a la roca a Colgong
- Restes de monestirs budistes a Sultanganj
- Birbandh, una mena d'embarcador estès durant 30 km a la riba occidental del Daus, suposada fortificació erigida per un príncep anomenat Bir (hauria de ser una fortificació perquè el petit riu Daus no necessitava embarcador)
- Temples jainistes a Champanagar prop de Bhagalpur i mausoleu del santó musulmà Makhdum Shah (de 1615) construït pel fawjdar de Monghyr, Khwaja Ahmad Samarkandi.
- Plana de Karangarh amb monument a la memòria del governador del districte Augustus Cleveland